# 2016 Billboard Music Awards
A 2016-os Billboard Music Awards-ot 2016 május 22-én tartották, a T-Mobile Arena-ban, Las Vegas városában. A ceremóniát élőben közvetítette az ABC televíziós társaság. Az este házigazdái Ludacris és Ciara volt.
A jelölt előadókat 2016 április 11-én jelentették be, a legtöbb jelölést a The Weeknd kapta, összesen húszat. A showt Britney Spears nyitotta, aki megkapta  a Millenium-díjat. Céline Dion kapta az Icon-díjat 30 éves pályafutásáért. A gálán Madonna is jelen volt, ő Prince-ért emlékezett meg a színpadon. Adele pedig bemutatta az akkor épp aktuális új videóklipjét a Send My Love (To Your New Lover)-t.

## A gálán prezentáltak
- Jessica Alba
- Ashton Kutcher
- Idina Menzel
- Kristen Bell
- Betty Cantrell
- Lauren Cohan
- Kathryn Hahn
- Wiz Khalifa
- Laverne Cox
- Mila Kunis
- Keke Palmer
- Kelly Rowland
- Rebecca Romijn
- Serayah McNeill
- Steven Tyler
- Lindsey Vonn
- Pete Wentz
- Priyanka Chopra
- Marc Cuban
- Halsey
- Zendaya

## Előadások
| Előadó(k)                    | Dal(ok) |
| ---------------------------- | --- |
| Britney Spears               | Egyveleg „Work Bitch” „Womanizer” „I Love Rock ’N’ Roll” „Breathe on Me” „I’m a Slave 4 U” „Touch of My Hand” „Toxic” |
| Shawn Mendes                 | "Stitches" |
| Fifth Harmony Ty Dolla Sign  | "Work from Home" |
| Meghan Trainor               | "No" |
| Justin Bieber                | "Company Sorry" |
| Pink                         | "Just Like Fire" |
| Nick Jonas Tove Lo           | "Close" |
| Demi Lovato                  | "Cool for the Summer"                                                                                                 |
| Lukas Graham                 | "7 Years" |
| Blake Shelton Gwen Stefani   | "Go Ahead and Break My Heart"                                                                                         |
| DNCE                         | "Cake by the Ocean"                                                                                                   |
| Kesha Ben Folds              | "It Ain't Me, Babe"                                                                                                   |
| Rihanna                      | "Love on the Brain"                                                                                                   |
| Céline Dion Lindsey Stirling | "The Show Must Go On"                                                                                                 |
| Troye Sivan                  | "Youth" |
| The Go-Go’s                  | "We Got the Beat" |
| Ariana Grande                | "Dangerous Woman" "Into You"                                                                                          |
| Madonna Stevie Wonder        | Megemlékezés Prince tiszteletére "Nothing Compares 2 U" (Madonna szóló) "Purple Rain"                                 |

## Nyertesek és jelöltek
A nyertesek neve ki van emelve.
| Top Artist | Top New Artist |
| --- | --- |
| - Adele - Justin Bieber - Drake - Taylor Swift - The Weeknd | - Fetty Wap - Omi - Charlie Puth - Silentó - Bryson Tiller |
| Top Male Artist | Top Female Artist |
| - Justin Bieber - Drake - Fetty Wap - Ed Sheeran - The Weeknd | - Adele - Selena Gomez - Ariana Grande - Rihanna - Taylor Swift |
| Top Duo/Group | Top Touring Artist |
| - One Direction - Maroon 5 - The Rolling Stones - Twenty One Pilots - U2 | - Taylor Swift - Madonna - One Direction - The Rolling Stones - U2 |
| Top Billboard 200 Artist | Top Billboard 200 Album |
| - Adele - Justin Bieber - Drake - Taylor Swift - The Weeknd | - 25 - Adele - Purpose - Justin Bieber - x - Ed Sheeran - 1989 - Taylor Swift - Beauty Behind the Madness - The Weeknd                                                                             |
| Top Hot 100 Artist | Top Hot 100 Song |
| - The Weeknd - Justin Bieber - Drake - Fetty Wap - Taylor Swift | - "See You Again" - Wiz Khalifa feat. Charlie Puth - "Hello" - Adele - "Trap Queen" - Fetty Wap - "Can't Feel My Face" - The Weeknd - "The Hills" - The Weeknd                                     |
| Top Song Sales Artist | Top Selling Song |
| - The Weeknd - Adele - Justin Bieber - Drake - Fetty Wap | - "Hello" - Adele - "See You Again" - Wiz Khalifa feat. Charlie Puth - "The Hills" - The Weeknd - "Cheerleader" - Omi - "Fight Song" - Rachel Platten                                              |
| Top Radio Songs Artist | Top Radio Song |
| - The Weeknd - Justin Bieber - Ellie Goulding - Ed Sheeran - Taylor Swift | - "Shut Up and Dance" - Walk the Moon - "Hello" - Adele - "See You Again" - Wiz Khalifa feat. Charlie Puth - "Uptown Funk" - Mark Ronson feat. Bruno Mars - "Can't Feel My Face" - The Weeknd      |
| Top Social Media Artist | Top Streaming Songs Artist |
| - Justin Bieber - Selena Gomez - Ariana Grande - Demi Lovato - Taylor Swift | - The Weeknd - Justin Bieber - Drake - Fetty Wap - Silentó |
| Top Streaming Song (Audio) | Top Streaming Song (Video) |
| - "The Hills" - The Weeknd - "Sorry" - Justin Bieber - "What Do You Mean?" - Justin Bieber - "Hotline Bling - Drake - "Trap Queen" - Fetty Wap | - "Watch Me (Whip/Nae Nae)" - Silentó - "Trap Queen" - Fetty Wap - "See You Again" - Wiz Khalifa feat. Charlie Puth - "Uptown Funk" - Mark Ronson feat. Bruno Mars - "The Hills" - The Weeknd      |
| Top Christian Artist | Top Christian Song |
| - Hillsong United - Casting Crowns - Lauren Daigle - MercyMe - Chris Tomlin | - "Oceans (Where Feet May Fail)" - Hillsong United - "Touch the Sky" - Hillsong United - "Flawless" - MercyMe - "Brother" - NEEDTOBREATHE feat. Gavin DeGraw - "Good Good Father" - Chris Tomlin   |
| Top Christian Album | Top Gospel Artist |
| - How Can It Be - Lauren Daigle - Empires - Hillsong United - Hymns That Are Important to Us - Joey + Rory - This Is Not a Test - TobyMac - Adore: Christmas Songs of Worship - Chris Tomlin                                                                                       | - Kirk Franklin - Anthony Brown and group therAPy - Tasha Cobbs - Travis Greene - Marvin Sapp |
| Top Gospel Song | Top Gospel Album |
| - "Wanna Be Happy" - Kirk Franklin - "Worth" - Anthony Brown and group therAPy - "I Luh God" - Erica Campbell feat. Big Shizz - "Intentional" - Travis Greene - "Worth Fighting For" - Brian Courtney Wilson                                                                       | - Losing My Religion - Kirk Franklin - Eveyday Jesus - Anthony Brown and group therAPy - One Place Live - Tasha Cobbs - Life Music: Stage Two - Jonathan McReynolds - You Shall Live - Marvin Sapp |
| Top Country Artist | Top Country Song |
| - Luke Bryan - Sam Hunt - Chris Stapleton - Carrie Underwood - Zac Brown Band | - "Die a Happy Man" - Thomas Rhett - "Break Up in a Small Town" - Sam Hunt - "Take Your Time" - Sam Hunt - "Girl Crush" - Little Big Town - "I'm Comin' Over" - Chris Young                        |
| Top Country Album | Top Dance/Electronic Artist |
| - Traveller - Chris Stapleton - Kill the Lights - Luke Bryan - Montevallo - Sam Hunt - Storyteller - Carrie Underwood - Jekyll + Hyde - Zac Brown Band | - David Guetta - The Chainsmokers - DJ Snake - Major Lazer - Zedd |
| Top Dance/Electronic Song | Top Dance/Electronic Album |
| - "Lean On" - Major Lazer & DJ Snake feat. MØ - "Roses" - The Chainsmokers feat. Rozes - "You Know You Like It" - DJ Snake and AlunaGeorge - "Hey Mama (David Guetta-dal)" - David Guetta feat. Nicki Minaj, Bebe Rexha & Afrojack - "Where Are Ü Now" - Jack Ü with Justin Bieber | - True Colors - Zedd - Listen - David Guetta - Peace Is the Mission - Major Lazer - In Return - ODESZA - Skrillex and Diplo Present Jack Ü - Jack Ü                                                |
| Top Latin Artist | Top Latin Song |
| - Romeo Santos - Banda Sinaloense MS De Sergio Lizárraga - Juan Gabriel - Nicky Jam - Ariel Camacho y Los Plebes del Rancho | - "El Perdón" - Nicky Jam & Enrique Iglesias - "Ginza" - J Balvin - "Te Metiste" - Ariel Camacho y Los Plebes del Rancho - "Borró Cassette" - Maluma - "Propuesta Indecente" - Romeo Santos        |
| Top Latin Album | Top R&B Artist |
| - Los Dúo - Juan Gabriel - Mis Número 1...40 Aniversario - Juan Gabriel - Cama Incendiada - Maná - Hoy Más Fuerte - Gerardo Ortíz - Formula, Vol. 2 - Romeo Santos | - The Weeknd - Chris Brown - Jeremih - Rihanna - Bryson Tiller |
| Top R&B Song | Top R&B Album |
| - "The Hills" - The Weeknd - "Here" - Alessia Cara - "Post to Be" - Omarion feat. Chris Brown és Jhené Aiko - "Can't Feel My Face" - The Weeknd - "Earned It" - The Weeknd | - Beauty Behind the Madness - The Weeknd - Royalty - Chris Brown) - Anti - Rihanna - T R A P S O U L - Bryson Tiller - Black Rose - Tyrese                                                         |
| Top Rap Artist | Top Rap Song |
| - Drake - Fetty Wap - Future - Wiz Khalifa - Silentó | - "See You Again" - Wiz Khalifa feat. Charlie Puth - "Hotline Bling" - Drake - "Trap Queen" - Fetty Wap - "679" - Fetty Wap feat. Remy Boyz - "Watch Me (Whip/Nae Nae)" - Silentó                  |
| Top Rap Album | Top Rock Artist |
| - Dreams Worth More Than Money - Meek Mill - If You're Reading This It's Too Late - Drake - What a Time to Be Alive - Drake és Future - Compton - Dr. Dre - To Pimp a Butterfly - Kendrick Lamar                                                                                   | - Twenty One Pilots - Fall Out Boy - Elle King - Walk the Moon - X Ambassadors |
| Top Rock Song | Top Rock Album |
| - "Shut Up and Dance" - Walk the Moon - "Uma Thurman" - Fall Out Boy - "Ex's & Oh's" - Elle King - "Stressed Out" - Twenty One Pilots - "Renegades" - X Ambassadors | - Blurryface - Twenty One Pilots - Sound & Color - Alabama Shakes - Blackstar - David Bowie - A Head Full of Dreams - Coldplay - Wilder Mind - Mumford & Sons                                      |
| Top Soundtrack | Billboard Chart Achievement Award (Fan-voted) |
| - Pitch Perfect 2 - Empire: Original Soundtrack from Season 1 - Fifty Shades of Grey: Original Motion Picture Soundtrack - Furious 7 - Guardians of the Galaxy: Awesome Mix Vol.1                                                                                                  | - Rihanna - Adele - Drake - Little Big Town - The Weeknd |
| Billboard Icon Award | Millennium Award |
| - Céline Dion | - Britney Spears |